# Cagliostro in Wien
Cagliostro in Wien ist eine Operette in drei Akten von Johann Strauss (Sohn). Das Libretto stammt von Camillo Walzel und Richard Genée, der auch an der musikalischen Ausarbeitung des Werks mitgewirkt hat. Das Werk erlebte seine Uraufführung am 27. Februar 1875 im Theater an der Wien in Wien. Dieser Artikel befasst sich mit der 1941 erfolgten Neubearbeitung durch Gustav Quedenfeldt (Text) und Karl Tutein (Musik).

## Handlung

### Erster Akt
Der italienische Abenteurer Cagliostro weilt in geheimer Mission in Wien. Auf Geheiß hochrangiger französischer Politiker soll er die kurz bevorstehende Verlobung des österreichischen Erzherzogs Leopold mit der spanischen Thronerbin Marie Luise verhindern. Mit Hilfe der ihm hörigen Straßensängerin Lorenza gelingt es Cagliostro, die Gunst des kaiserlichen Sittenkommissars Baron Sebastian Schnucki zu erringen. Der soll ihm als Schlüssel für eine Audienz bei Kaiserin Maria Theresia dienen. Baron Schnucki plagen aber gerade andere Sorgen: Vor ein paar Jahren hat er der bürgerlichen Frau Adami die Ehe versprochen und diese drängt ihn jetzt, sein Versprechen endlich einzulösen. Frau Adamis Nichte Annemarie wiederum würde sich gerne von dem Leutnant Feri von Lieven zum Traualtar führen lassen, aber die reiche Tante rückt nicht das dafür notwendige Geld heraus.

### Zweiter Akt
Cagliostro hat erreicht, ins Schloss Schönbrunn eingelassen zu werden. Zuerst sucht er dort die Infantin auf. Dank seiner hypnotischen Kräfte beeinflusst er sie, der Kaiserin einen Brief zu schreiben, laut dem sie auf die Verlobung verzichtet. Über einen Umweg gelangt das Schreiben in die Hände von Baron Schnucki und Leutnant Feri. Letzterer vermutet gleich, dass Cagliostro in die Sache verwickelt ist. Der Abenteurer kann sich jedoch seiner Verhaftung entziehen, indem er zur Kaiserin vordringt und sie davon überzeugt, dass er ein Mittel gefunden habe, mit dem er jedes billige Metall in Gold verwandeln könne. Damit hat der Schwarzkünstler die leichtgläubige Kaiserin um den kleinen Finger gewickelt. Als Leutnant Feri sie aufklären will, glaubt sie ihm kein Wort.

### Dritter Akt
Es dauert aber nicht lange, und Cagliostro sieht seine Felle davonschwimmen. Von seiner Freundin Lorenza erfährt er, sein Gehilfe Blasoni habe ihm den Dienst aufgekündigt. Mit ihm seien auch alle Geheimdokumente verschwunden. Diese spielt der enttäuschte Blasoni Leutnant Feri zu, der nunmehr beweisen kann, dass sein Verdacht begründet war. Jetzt fällt es der Kaiserin wie Schuppen von den Augen. Dem verhafteten Abenteurer verspricht sie die Freiheit, wenn er die Infantin aus ihrer Hypnose erlöse. Dazu ist Cagliostro verständlicherweise nur allzu gerne bereit. Kaum hat er die Prinzessin von ihrem Bann befreit, verlässt er Wien auf dem schnellsten Wege: mit einem bereitstehenden Ballon.
Nach und nach lösen sich auch die Liebesprobleme von Frau Adami und ihrer Nichte. Maria Theresia fordert Baron Schnucki ultimativ auf, sein Eheversprechen einzulösen. Widerwillig will er sich der Forderung fügen; doch zu seiner Erleichterung hat Frau Adami inzwischen einen Besseren gefunden: den Hofkonditormeister Teiglein, den Vormund ihrer Nichte. Ihre plötzliche Liebe zu diesem Mann stimmt sie auch in Geldfragen großzügiger. Bereitwillig stellt sie jetzt die Kaution für Feri. So finden sich am Ende der Operette gleich zwei glückliche Paare.

## Anmerkungen, Musik

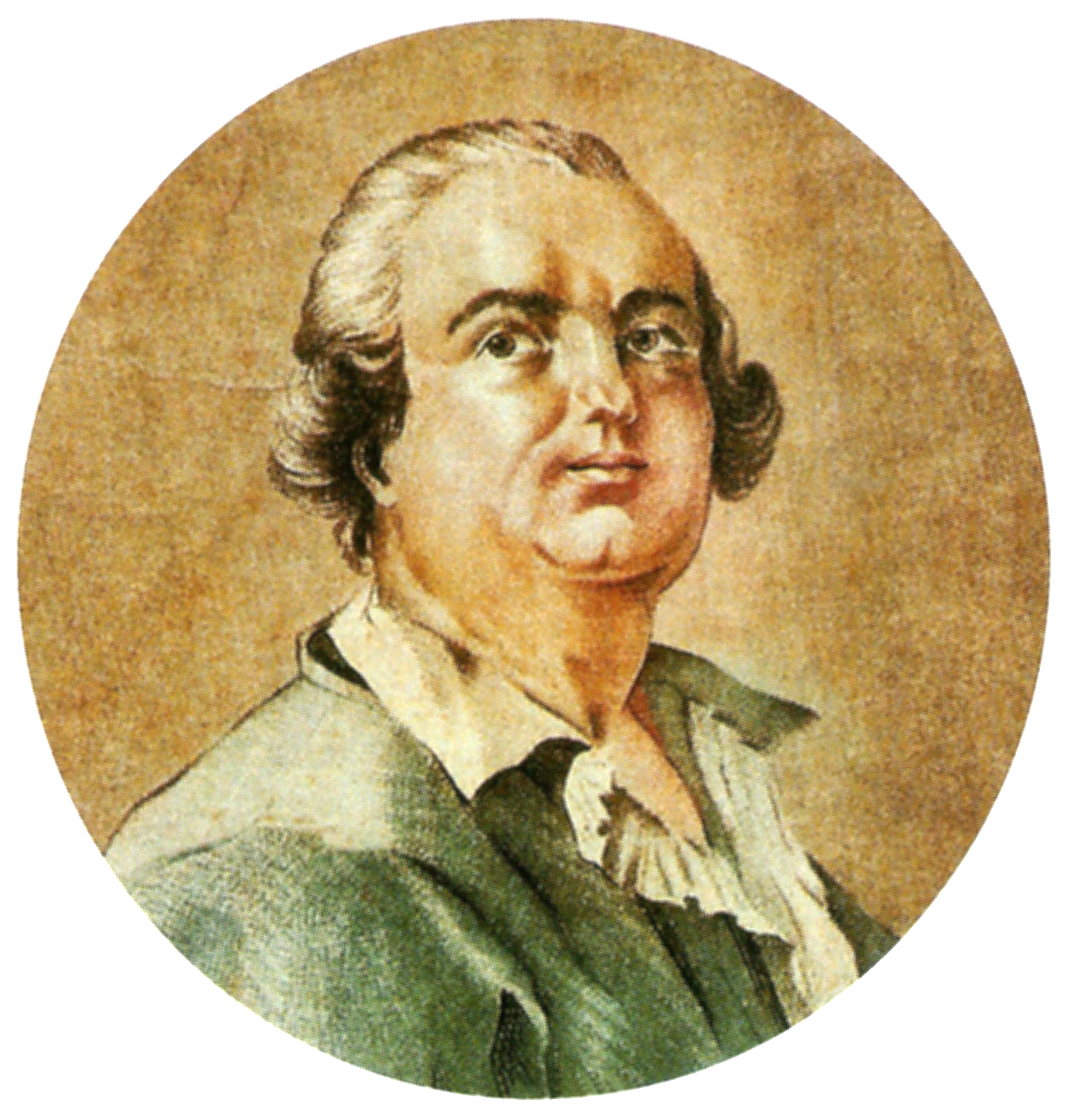
Giuseppe Balsamo (Cagliostro)